# Charles Townshend
Charles Townshend (Raynham, 28 de agosto de 1725 - Londres, 4 de setembro de 1767) foi um político britânico que ocupou vários cargos no Parlamento da Grã-Bretanha. Seu estabelecimento da controversa Lei de Townshend é considerada uma das principais causas da Revolução Americana.

## Vida
Ele nasceu na residência de sua família em Raynham Hall em Norfolk, Inglaterra, segundo filho de Charles Townshend, 3º Visconde Townshend e Audrey (falecido em 1788), filha e herdeira de Edward Harrison do Ball's Park, perto de Hertford. Ele era uma criança doente, sofria de epilepsia e tinha um relacionamento tenso com os pais. Townshend era um jovem impetuoso, cujos "dons maravilhosos [foram] frustrados com loucuras e indiscrições". Charles se formou na Universidade Holandesa de Leiden em 27 de outubro de 1745; enquanto estava lá, ele se associou a um pequeno grupo de outros jovens ingleses, que mais tarde se tornaram bem conhecidos em vários círculos, incluindo Dowdeswell, Wilkes e Alexander Carlyle. Este último contaria suas façanhas em sua autobiografia.
Após seu retorno em 1746, ele representou Great Yarmouth no Parlamento até 1756, quando encontrou uma cadeira para o distrito do almirantado de Saltash, posteriormente transferido em 1761 para Harwich, outro distrito onde a cadeira foi doação do governo. A atenção do público foi atraída pela primeira vez para suas habilidades em 1753, quando ele fez um ataque vigoroso contra o projeto de lei de casamento de Lord Hardwicke, embora essa medida tenha sido aprovada em lei.

## Política
De 1749 a abril de 1759, Townshend foi membro da Junta Comercial. Foi nessa época que ele demonstrou interesse em aumentar os poderes britânicos de tributação e controle sobre as colônias americanas. Em 1754 e 1755, ele serviu como Senhor do Almirantado, mas no final de 1755, seu ataque apaixonado à política do ministério causou sua renúncia. Na administração que foi formada em novembro de 1756 e governada por William Pitt, o Velho, o lucrativo cargo de tesoureiro da câmara foi dado a Townshend, mas ele se aposentou na primavera seguinte e George Grenville assumiu. O posto mais alto de Primeiro Lorde do Almirantado então caiu para a sorte de Townshend e sua recusa em aceitar a nomeação levou à sua exclusão da nova administração.
Nos últimos dias do gabinete de Grenville, para manter a administração de Lord Rockingham, Townshend aceitou o cargo de tesoureiro das Forças, embora questionasse a estabilidade da administração, chamando-a de "mera administração de corda de alaúde" e afirmando que era "linda 'roupa de verão', mas nunca vai suportar o inverno".
Sob o ministério de William Pitt, o Velho, Townshend aceitou o papel de Chanceler do Tesouro em agosto de 1766. Poucas semanas depois, seus apelos urgentes ao grande ministro para aumentar o poder foram respondidos favoravelmente, e ele foi admitido no círculo do gabinete. O novo chanceler propôs a continuação do imposto sobre a terra em quatro xelins a libra, enquanto mantinha esperanças de que pudesse ser reduzido no próximo ano para três xelins, após o que seu antecessor, William Dowdeswell, com a ajuda dos proprietários de terras, carregou moção de que a redução deve entrar em vigor imediatamente. Townshend prometeu encontrar receita na América para suprir a deficiência causada pela redução.
No início de 1767, logo depois que a Lei do Selo foi revogada devido a protestos coloniais e boicotes de produtos britânicos, Townshend propôs que o Parlamento pudesse obter receita dos americanos sem ofendê-los por meio de impostos de importação "externos" em vez de impostos internos. Eles eram conhecidos como Atos de Townshend. Os Atos aprovaram resoluções para tributar várias exportações para a América, como vidro, tinta, papel e chá. Os Townshend Acts estabeleceram um Conselho de Comissários em Boston para aplicá-los, o que foi visto como uma ameaça à tradição colonial americana de autogoverno. Ele estimou que esses impostos de exportação produziriam uma soma de ₤ 40 000 para o tesouro inglês. Ele teve o apoio de seu primo Thomas Townshend, que também era ministro do governo. Os atos de Townshend seriam o último ato oficial de Townshend antes de sua morte.
Logo depois disso, ele morreu repentinamente de febre em 4 de setembro de 1767.

## Vida privada
Em agosto de 1755 ele se casou com Caroline Campbell, a filha mais velha de John Campbell, 2º Duque de Argyll e viúva de Francis Scott, Conde de Dalkeith, o filho mais velho de Francis Scott, 2º Duque de Buccleuch.
A esposa de Townshend recebeu em agosto de 1767 o título de baronesa de Greenwich, e seu irmão mais velho George Townshend, 1º Marquês Townshend, foi nomeado Lorde-tenente da Irlanda.
Townshend concebeu uma grande e perigosa paixão por sua enteada Frances Douglas, Lady Douglas, e sua memorialista, Lady Louisa Stuart, escreveu após sua morte sobre seu personagem:
Isso era descuidado, alegre, sem consideração, volátil, aparentemente estranho a qualquer reflexão ou sentimento sério. Ele tinha um daqueles temperamentos felizes que nada pode abalar, sem um grão de orgulho, severidade ou ressentimento em sua natureza. Pronto para rir com todas as pessoas e de todas as coisas, ele despejava sua inteligência em torrentes; e era tanto pior para a verdade se alguma vez a verdade se interpusesse no caminho da inteligência.
As cidades americanas de Townsend, Massachusetts e Townshend, Vermont foram fundadas e batizadas em homenagem a Charles Townshend em 1732 e 1753, respectivamente.  Raynham, Massachusetts também foi nomeado após ele.